# Harlin Quist
Pour les articles homonymes, voir Quist.
Harlin Quist est un éditeur américain d'ouvrages pour la jeunesse né vers 1931 à Virginia et mort le 13 mai 2000 à Minneapolis.

## Biographie
De son vrai nom Harlin Bloomquist, il naît à Virginia au Minnesota et fait sa scolarité à Carnegie Tech. Il commence sa carrière en 1958 comme acteur et producteur. En 1959, il produit Ivanov d'Anton Tchekhov, qui remporte plusieurs récompenses. Il exerce également chez Crowell-Collier Publishing Company (en) et Dell Publishing puis il fonde sa propre société en 1965 sous le nom Harlin Quist, Inc.
Entre 1966 et 1984, la société Harlin Quist Books publie plus de soixante livres pour enfants aux États-Unis et en France grâce à un partenariat, notamment avec François Ruy-Vidal de 1967 à 1972. Quist adapte des ouvrages de Marguerite Duras et Eugène Ionesco et il recrute des auteurs et illustrateurs comme Nicole Claveloux, Philippe Corentin, Étienne Delessert, Henri Galeron, Claude Lapointe, Patrick Couratin pour créer des livres appréciés en raison de leur originalité : « Harlin Quist a révolutionné l'univers du livre pour enfants ». Il publie également des livres plus controversés, comme Alala. En 1981, Quist remporte un National Book Award.
Dans les années 1980, il se tourne vers le théâtre et restaure le NorShor Theatre (en) à Duluth.
Dans les années 1990, sa santé décline ; il publie des ouvrages en France où il passe la majorité de son temps. Il fonde une société avec Patrick Couratin pour rééditer certains albums célèbres et en publier de nouveaux.
En 1997, le Salon du livre de jeunesse de Montreuil présente une rétrospective de ses travaux.
Il meurt le 13 mai 2000 à l'âge de 69 ans.